# 杠上开花
槓上開花是一種胡牌的方式，或稱槓開、槓上自模、槓尾胡，在日本麻將中稱為嶺上開花。在廣東、台灣、香港和日本麻將以這種方式胡牌均可算一翻，國標麻將中計8番。
顧名思義，槓上開花是在槓牌後在正常摸牌的牌牆的另一端補牌時（在日本麻將中是指牌山中王牌部分的嶺上牌，故命名為「嶺上開花」），剛好摸到自摸需要的牌從而胡牌。

## 各規則中的差異
日本麻將及台灣麻雀的規則中，如果手牌門清的話，除了計嶺上開花役以外，也算門清的翻數（日本麻將1翻，台灣麻雀門清+自摸則為3台）。嶺上開花的分數加減也按自摸的方式計算。但在部分規則中，如果一家出牌導致別人大明槓，隨即嶺上開花，則會被看作放銃，由導致大明杠的一方包胡，負責全部分數（出牌的一家被視為出銃，須負責所有分數）。此外，日本麻將大多數規則是大明槓或小明槓時打出牌或再槓牌才會添加一個寶牌，則部分規則下嶺上開花是不會得到新的寶牌的。
由於廣東麻將的門清不算番數，因此無門清自摸相關的規定。如果一家出牌導致別人大明槓，隨即嶺上開花，則不會被看作放銃，不用包胡。而香港麻雀大明槓要包自摸。
國標麻將中，槓上開花不計自摸番。如果一家出牌導致別人大明槓隨即嶺上開花，亦不會被看作放銃，不用包胡。

## 例子
1.暗槓
   自摸：
   槓：   自摸：
2.加槓
      自摸：
   槓：   自摸：
3.大明槓
   槓：
         自摸：

## 其他意思
在中華民國國軍中，「槓上開花」也表示上尉(三條槓)晉升少校(一顆梅花)的意思。